# 2017년 8월 죽음
다음은 2017년 8월에 사망한 저명한 인물 목록이다.
- 8월 3일 - 잉글랜드의 배우 로버트 하디
- 8월 5일 - 이탈리아의 추기경 디오니지 테타만치
- 8월 7일 - 미국의 야구선수 돈 베일러
- 8월 8일 - 미국의 가수 글렌 캠벨
- 8월 19일 - 잉글랜드의 소설가 브라이언 올디스
- 8월 20일 - 미국의 영화배우 제리 루이스
- 8월 25일 - 대한민국의 군인 오자복
- 8월 28일
  - 대한민국의 가수 조동진
  - 일본의 정치인 하타 쓰토무
  - 프랑스의 배우 미레유 다르크
- 8월 31일 - 미국의 영화배우 리처드 앤더슨